# マグヌス1世 (ザクセン＝ラウエンブルク公)
マグヌス1世（Magnus I., 1470年1月1日 - 1543年8月1日）は、ザクセン＝ラウエンブルク公（在位：1507年 - 1543年）。

## 生涯

### 生い立ち
マグヌス1世はザクセン＝ラウエンブルク公ヨハン5世とブランデンブルク選帝侯フリードリヒ2世の娘ドロテア・フォン・ブランデンブルクの次男としてラッツェブルクで生まれた。
1481年、父ヨハン5世は、1407年以降3,000ラインギルダーの担保としてハンブルクに質入れされていたザクセン＝ラウエンブルクの飛び地ラント・ハーデルンを買い戻した。その後、ヨハン5世は息子マグヌス1世をハーデルンの副摂政に任命し、1498年には摂政とした。

### ラント・ハーデルンの支配
1484年、マグヌス1世は収入を増やすため、ヴェーザー川河口の北海の湿地にあったフリース人の自由農民の事実上の自治領である豊かなラント・ヴルステンを征服しようと手を伸ばしたが、失敗した。マグヌスは、1180年にザクセン公ハインリヒ獅子公が皇帝により廃位されてザクセン公領が分割され、アスカーニエン家が縮小されたザクセン公領を与えられるまでヴルステンもザクセン領であったという口実により、自分の暴力行為を正当化しようとした。一方でブレーメン大司教はヴルステンを大司教領であると主張し、警戒した。
マグヌスは摂政になった後、ヴルステン征服を再び新たに計画した。1498年11月24日、マグヌスは父ヨハン5世およびブラウンシュヴァイク＝リューネブルク公ハインリヒ4世と同盟を結び、ヴルステンを征服した。ハインリヒ4世は3,000人の傭兵を送り、傭兵らは征服に成功した後にヴルステンの自由農民を略奪することで報酬を得ることとなっていた。ブレーメン大司教ヨハン・ローデはこれに備え、ハンブルクの3人の市長（次期、現任、前任）である、ヨハネス・フーゲ、ヘルメン・ランゲンベック、ヘニング・ブリングと11月16日に防衛同盟を締結した。ハンブルクは、エルベ川経由でハンブルクへの自由な往来を守るための軍事前哨基地であった飛び地リッツビュッテルを失うことを恐れ、この都市はマグヌスの攻撃に備える拠点となった。
ローデはブレーメン、ハンブルク、シュターデの市民らに訴え、市民はエルベ川とヴェーザー川の下流域が自由な海上貿易のための場と考えたため、3都市はローデを支持し、ローデはさらにディットマールシェンの自由農民を獲得し、ブレーメンの緩やかな支配下に置いた。5月1日、ローデはヴルステン、ハンブルクおよびブレーメンの代表者を集め、4月に傭兵団の助けを借りて西隣のブチアディンゲンを征服したオルデンブルク伯ヨハン5世による再度の侵攻に備えてヴルステンのための防衛同盟を締結した。
このようにしてヴルステンは西からはオルデンブルクの、東からはマグヌスの脅威にさらされた。両者との戦争を避けるために、ローデはマグヌスとの関係を改善しようとしたが無駄に終わった。8月1日、ローデ、ブレーメン大聖堂の聖堂参事会、大司教領の高位聖職者、およびブレーメン、ブクステフーデ、ハンブルク、シュターデの各都市は、ヴルステンやハーデルンの侵攻に対する防衛のために1,300人の戦士と装備を供給する戦争同盟を締結した。一方、ブレーメンのミニステリアーレと貴族は全員棄権した。大臣や貴族の多くはむしろマグヌスの側に立った。1499年9月9日、ローデはヨハン5世とマグヌスに対し攻撃を開始した。連合軍はハーデルンの地を難なく征服し、マグヌスを破り、ハーデルンからマグヌスを追い出すことができた。
1499年11月20日までにマグヌスはオルデンブルクで軍事行動を行う前にトーマス・スレンツが指揮するオランダ人および東フリース人からなる傭兵を雇った。大司教領への侵攻はブレーメンで撃退されたが、11月末までに上流のフェルデン周辺のフェルデン大司教領でヴェーザー川を渡ることに成功し、大司教領を荒らし、特に修道院の略奪を行い、リューネブルク・ツェレ目指して北東へ向かった。リューネブルクの国境を越えた後、傭兵隊は西に向きを変え、要塞化されたブクステフーデとシュターデを迂回してブレーメン大司教領内に入り、田園地帯と修道院（アルトクロスターおよびノイクロスター、どちらも今日のブクステフーデ、ヒンメルプフォルテン修道院の所在地）を荒廃させた。
大司教軍がフェルデを確保したため、傭兵隊は南に迂回した。最終的に12月24日にレーエのヴェーザー川下流に到着した傭兵隊がヴルステンへの侵攻を試みたが、そこにいた自由農民たちは12月26日ヴェッデヴァルデン付近で傭兵隊の攻撃を撃退した。そこで傭兵隊は北東に進路を変え、ノイエンヴァルデ女子修道院から略奪を行いハーデルンに入り、1500年初めにマグヌスのためにハーデルンを奪還した。この侵攻によりハーデルンの住民は、大司教領の農村部の住民と同様に、虐殺、略奪、放火を受けた。
12月初旬までに、ローデはハインリヒ1世に助けを求めたが、実際にはハインリヒ1世はマグヌスと同盟を結んでいた。その見返りとして、ローデはハインリヒ1世の12歳の息子クリストフを大司教補佐に任命することを約束せねばならなかったが、これは通常、そしてこの場合は確実に次期大司教位の確約を意味した。これはハインリヒ1世の権力圏拡大の野望を達成させるものであったため、ハインリヒ1世は寝返り、大司教座を軍事的に支援するためマグヌスおよびヨハン5世との同盟を破棄した。
ハインリヒ1世とその軍隊は、傭兵隊と戦うこととなった。マグヌスは傭兵らに給料を支払うことができず、このため傭兵らはハーデルンの住民に対してさらに抑圧的な態度をとり、マグヌスは「自分が呼んだ精霊」を取り除くことができない魔術師の見習いのような状況となった。1500年1月中旬までに、デンマーク王ハンスは衛兵隊を雇い、ホルシュタインにおける安全な行動を保証した。ハンスはディットマールシェンを服従させるために傭兵隊を雇った。1500年2月17日のヘミングシュテットの戦いにおいてディットマールシェンの住民は傭兵隊を完全に撃破し、ディットマールシェンを服従させるというハンスの夢は潰えた。
マグヌスとブレーメンの対立は、ブラウンシュヴァイク＝カレンベルク公エーリヒ1世とハインリヒ1世の息子の大司教補佐クリストフ（1511年時点でブレーメン大司教）の調停によって解決された。こうしてローデとマグヌスは1500年1月20日に和平を締結した。ハーデルンはマグヌスに返還されたが、ヴルステンの住民は8月18日にローデに臣従の礼を取り、ローデはその見返りとして自治権を認めたため、実際には以前と比べて状況はほとんど変わらなかった。

### ザクセン公として
父の晩年にマグヌスは公領を統治し、1507年に父の跡を継いでザクセン公となった。その統治の最初の数年間は、ブレーメン大司教領およびその補佐司教であるラッツェブルク大司教領としばしば対立した。1509年のカタリーナ・フォン・ブラウンシュヴァイク＝ヴォルフェンビュッテルとの結婚を通じて、マグヌスはカタリーナの父であるブラウンシュヴァイク＝ヴォルフェンビュッテル公ハインリヒ1世（かつての同盟者）との絆をさらに強めた。
マグヌスはザクセン＝ラウエンブルクとザクセン＝ヴィッテンベルクの間の選挙権に関する対立において従順な立場をとった最初のザクセン＝ラウエンブルク公であった。マグヌスは、黒と銀の盾に赤い選挙剣（ドイツ語：Kurschwerter）を紋章に描くことを控えた。選挙剣は帝国大元帥の職を示しており、前皇帝の死後に新皇帝を選出するという重要な権利に加え、選帝侯としての特権に関連していた。
神聖ローマ皇帝カール5世は、1530年11月12日のアウクスブルクの帝国議会で、マグヌスにザクセン公領、エンゲルン、ヴェストファーレン（正式名称であるが口語でザクセン＝ラウエンブルク）と関連するレガリアを委ねた。しかし勅許状には、マグヌスはザクセン選帝侯位も要求していたが、「心を打つ理由により」当時はそれが実現できなかったと説明されている。すでに1425年8月1日に神聖ローマ皇帝ジギスムントがヴェッティン家にザクセン選帝侯領を委ねていた。
1531年、マグヌスは公領内に宗教改革を導入し、ルター派に改宗し、家臣の多くも同様に改宗した。マグヌスは1543年に亡くなり、ラッツェブルクに埋葬された。

## 結婚と子女
マグヌスは1509年11月17日から20日の間にブラウンシュヴァイク＝リューネブルク公ハインリヒ4世の娘カタリーナ（1488年 - 1563年7月29日）とヴォルフェンビュッテルにおいて結婚し、6人の子供をもうけた。
- フランツ1世（1510年 - 1581年） - ザクセン＝ラウエンブルク公
- ドロテア（1511年 - 1571年） - 1525年にデンマーク＝ノルウェー王クリスチャン3世と結婚
- カタリーナ（1513年 - 1535年） - 1531年にスウェーデン王グスタフ1世と結婚
- クララ（1518年 - 1576年） - 1547年にギフホルン公フランツと結婚
- ゾフィー（1521年 - 1571年5月13日） - 1537年1月1日にオルデンブルク＝デルメンホルスト伯アントン1世と結婚
- ウルズラ（1523年頃 - 1577年12月31日） - 1551年5月14日にメクレンブルク公ハインリヒ5世と結婚